# Heimatglück
Heimatglück ist eine Gemarkung auf dem Gemeindegebiet von Rot an der Rot, zugehörig zum Ortsteil Haslach im Landkreis Biberach in Baden-Württemberg.

## Lage
Heimatglück liegt an der Neuhauser Straße von Haslach nach Obermittelried auf Sichtweite zum Neuhauser Hof und dem Haslacher Industriegebiet.

## Gebäude
Die Bebauung von Heimatglück besteht aus einem Gebäudebestandteil. Ein dreistöckiges längliches Einzelhaus mit dazugehörigen Nebengebäuden. Es wurde 1948 mit 16 Wohnungen, für 16 Flüchtlingsfamilien aufgrund einer Haslacher Bürgerschaftsinitiative erstellt.